# Mezzi-orchi
I mezzi-orchi sono creature di Arda, l'universo immaginario fantasy creato dallo scrittore inglese J.R.R. Tolkien. Essi compaiono ne Il Signore degli Anelli, dove appaiono come Uomini di dimensioni naturali, tuttavia sfigurati da un volto piuttosto simile a quello di un Orco.

## Nascita
Nei romanzi si accenna al fatto che Saruman abbia mischiato il sangue di Orchi con quello di Uomini; da questi incroci possono aver avuto origine sia gli Uruk-hai sia i mezzi-orchi. Erano uomini forzuti con occhi di lince e perfidi.

## Storia
Ne La Compagnia dell'Anello compare un solo mezzo-orco: gli Hobbit e Aragorn ne incontrano uno nella locanda di Brea, ma solo in seguito scoprono la sua vera identità, pur sospettando di lui fin dall'inizio; non riescono tuttavia a capire se lavori per conto di Saruman o per i Nazgûl.
Ne Le due torri, invece, i mezzi-orchi vengono avvistati da Merry e Pipino mentre attendono con gli Ent la partenza dell'esercito nemico per poter assalire Isengard; dunque questi mezzi-orchi lottano con i Dunlandiani e gli Uruk-hai al Fosso di Helm.
Infine, ne Il ritorno del re essi compaiono in un ruolo più importante: per conto del loro padrone Saruman essi hanno devastato la Contea e sottomesso gli Hobbit. Ma il ritorno di Frodo e dei suoi tre compagni ridesta la comunità hobbit, spingendola a ribellarsi. Dopo alcune scaramucce, i mezzi-orchi assalgono in massa gli Hobbit a Lungacque, ma vengono sconfitti e il loro capo ucciso. Anche Saruman, poco più tardi, finisce la sua esistenza nella Terra di Mezzo a causa del tradimento del suo servo, Grima Vermilinguo.

## Scomparsa
La maggior parte dei mezzi-orchi morirono nella battaglia del Trombatorrione, davanti alle mura della fortezza. Quelli che sopravvissero continuarono a seguire Saruman fino alla sua morte.